# Judy-Lynn del Rey
Judy-Lynn del Rey z domu Benjamin (ur. 26 stycznia 1943, zm. 20 lutego 1986) – amerykańska redaktorka fantastyki naukowej.

## Życiorys
Urodzona z niedoborem wzrostu była fanką regularnie uczestniczącą w konwentach fantastyki naukowej. W 1965 ukończyła Hunter College, a następnie zaczęła pracę w magazynie Galaxy.
Judy-Lynn była przyjaciółką Lestera del Reya, którego poślubiła go po śmierci jego trzeciej żony. Po zaczęciu pracy w Ballantine Books doprowadziła do wznowienia niegdyś kluczowej dla wydawnictwa serii science-fiction, a wkrótce później wprowadziła Lestera do tworzenia linii fantasy. W związku z osiągniętym sukcesem stworzyli serię wydawniczą Del Rey Books. Del Rey zajmowała się też edycją autorskiej antologii science fiction, Stellar. Jako edytor była znana z dobrych relacji z autorami. Philip K. Dick nazwał ją mistrzowską rzemieślniczką i najlepszą redaktorką, z którą kiedykolwiek pracowałem, a Isaac Asimov określił ją jako niewiarygodnie inteligentną, bystrą, twardą kierowniczkę i ogólnie uznaną (szczególnie przeze mnie) jako jeden z najlepszych redaktorów w branży. Odegrała również ważną rolę w uzyskaniu praw do publikacji powieści opartej na wtedy nieopublikowanym jeszcze filmie George'a Lucasa Gwiezdne Wojny, dzięki któremu jej wydawnictwo zarobiło kilka milionów dolarów: książka sprzedała się w 4,5 miliona egzemplarzy w mniej, niż pięć miesięcy.
W październiku 1985 doznała wylewu krwi do mózgu i zmarła kilka miesięcy później. 

## Nagrody
W 1986 roku została pośmiertnie odznaczona Nagrodą Hugo w kategorii Hugo Award for Best Professional Editor, ale Lester del Rey sprzeciwił się przyznaniu jej nagrody w jej imieniu właśnie z powodu jej niedawnej śmierci.